# 179-та танкова дивізія (Третій Рейх)
179-та резервна танкова дивізія (Третій Рейх) (нім. 179. Reserve-Panzer-Division) — резервна танкова дивізія Вермахту, що існувала у складі Сухопутних військ Німеччини в роки Другої світової війни. У бойових діях участі не брала, виконувала окупаційні функції на території окупованої Франції.

## Історія
179-та резервна танкова дивізія сформована 1 серпня 1943 шляхом перейменування Запасної танкової дивізії № 179 (нім. Panzer-Division Nr. 179).
Дивізія веде свою історію від заснування 10 січня 1940 року у Веймарі в IX-му військовому окрузі Вермахту резервної дивізії № 179, як основного центру підготовки резервів для німецьких військ, що дислокувалися у Тюрингії.
20 квітня 1942 року дивізія перейменована на 179-ту запасну моторизовану дивізію з дислокуванням на території гау Тюрингії. У липні 1943 дивізія передислокована на територію окупованої Франції, до міста Лаваль, де вона перейшла у підпорядкування Головнокомандування Вермахту на Заході. А у серпні формування існує під новою назвою 179-та резервна танкова дивізія. Підрозділи танкового формування виконували окупаційні функції у визначеній зоні відповідальності.
Наприкінці січня 1944 у складі 179-ї резервної дивізії залишався тільки один танковий батальйон та батальйон берегової охорони.
1 травня 1944 дивізія розформована, а її підрозділи та частини увійшли до складу 16-ї панцергренадерської дивізії з одночасним перейменуванням у 116-ту танкову дивізію. 1-й резервний танковий батальйон увійшов до складу 233-ї танкової дивізії Вермахту.

## Райони бойових дій
- Німеччина (січень 1940 — липень 1943);
- Франція (липень 1943 — травень 1944).

## Командування

### Командири
Дивізія № 179
- генерал-лейтенант Герберт Штіммель (нім. Herbert Stimmel) (10 січня — 11 квітня 1940);
- генерал-лейтенант Макс фон Гартліб-Вальспорн (нім. Max von Hartlieb-Walsporn) (11 квітня 1940 — 20 січня 1942);
- генерал-лейтенант Вальтер фон Больтенштерн (нім. Walter von Boltenstern) (20 січня — 20 квітня 1942);

179-та запасна моторизована дивізія
- генерал-лейтенант Вальтер фон Больтенштерн (20 квітня 1942 — 5 квітня 1943);

Запасна танкова дивізія № 179
- генерал-лейтенант Вальтер фон Больтенштерн (5 квітня — 31 липня 1943);

179-та резервна танкова дивізія
- генерал-лейтенант Вальтер фон Больтенштерн (1 серпня 1943 — 1 травня 1944).

### Підпорядкованість
| Час    | Корпус | Армія | Група армій (округ)                  | Штаб   |
| ------ | ------ | ----- | ------------------------------------ | ------ |
| 1940   |        |       |                                      |        |
| січень | —      | —     | IX-й військовий округ                | Веймар |
| 1941   |        |       |                                      |        |
| січень | —      | —     | IX-й військовий округ                | Веймар |
| 1942   |        |       |                                      |        |
| січень | —      | —     | IX-й військовий округ                | Веймар |
| 1943   |        |       |                                      |        |
| січень | —      | —     | IX-й військовий округ                | Веймар |
| липень | —      | —     | Головнокомандування Вермахту «Захід» | Лаваль |
| 1944   |        |       |                                      |        |
| січень | —      | —     | Головнокомандування Вермахту «Захід» | Лаваль |

### Склад
| Березень 1940                                                          | Квітень 1943                                    |
| ---------------------------------------------------------------------- | ----------------------------------------------- |
| 29-й запасний моторизований полк                                       | 29-й резервний панцер-гренадерський полк        |
| 52-й резервний піхотний полк                                           | —                                               |
| 81-й запасний стрілецький полк                                         | 81-й резервний панцер-гренадерський полк        |
| 205-й резервний піхотний батальйон                                     | —                                               |
| 1-й запасний танковий батальйон                                        |                                                 |
| 15-й запасний артилерійський полк                                      | 29-й резервний артилерійський дивізіон          |
| —                                                                      | 9-й резервний дивізіон винищувачів танків       |
| 3-й запасний кавалерійський ескадрон                                   | —                                               |
| 4-й запасний моторизований загін підготовки розвідувальних підрозділів | 1-й резервний танковий розвідувальний батальйон |
| 29-й запасний інженерний батальйон                                     | —                                               |
| 81-й запасний моторизований батальйон зв'язку                          |                                                 |
| 15-й запасний транспортний загін                                       | —                                               |
| 9-й запасний будівельний батальйон                                     | —                                               |
| —                                                                      | танковий інтендантський загін                   |